# Островський Сергій Борисович
Сергій Борисович Островський (22 березня 1911 — 1988, місто Москва, тепер Російська Федерація) — радянський діяч, заступник голови Держплану Ради міністрів Української РСР.

## Життєпис
З 1930 року — землевпорядник, маркшейдер, геодезист на руднику комбінату «Апатит».
Освіта вища. Член ВКП(б).
У 1940-х роках — відповідальний працівник «Головвугілля»; працівник комбінату «Московвугілля».
До січня 1956 року — заступник начальника управління Міністерства вугільної промисловості СРСР.
У січні 1956 — травні 1957 року — заступник міністра вугільної промисловості Української РСР — начальник технічного управління Міністерства вугільної промисловості Української РСР.
У 1957 — квітні 1963 року — начальник відділу паливної промисловості Держплану (Державної планової комісії) Ради міністрів Української РСР.
У квітні 1963 — січні 1966 року — заступник голови Держплану Ради міністрів Української РСР — начальник відділу народногосподарського плану. З січня 1966 до липня 1967 року — заступник голови Держплану Ради міністрів Української РСР.
З 1967 року — начальник відділу вугільної, торф'яної та сланцевої промисловості Держплану СРСР.
Помер у 1988 році в Москві. Похований на Введенському цвинтарі Москви.

## Нагороди
- чотири ордени Трудового Червоного Прапора
- три ордени «Знак Пошани»
- медалі
- Сталінська премія ІІІ ст. (1951) — «за створення та впровадження вибухобезпечного гірничного електроустаткування»